# 斯特埃特峰
61°53′48″N 9°44′30″E / 61.8967°N 9.7416°E
斯特埃特峰是挪威的山峰，位於該國東南部內陸郡，處於塞爾，距離首都奧斯陸230公里，該山峰海拔高度1,996米，鄰近地區屬丘陵地勢。